# Уайлс, Эндрю
Сэр Э́ндрю Джон Уа́йлс (англ. Sir Andrew John Wiles; род. 11 апреля 1953[…], Кембридж) — английский математик, профессор математики Принстонского университета, заведующий его кафедрой математики, член научного совета Института математики Клэя. Наиболее известен доказательством Великой теоремы Ферма, за что он был награждён Абелевской премией в 2016 году и медалью Копли в 2017 году.
Член Лондонского королевского общества (1989), иностранный член Национальной академии наук США (1996), Французской академии наук (1998). Рыцарь-командор Ордена Британской Империи (2000).

## Биография

### Образование и карьера
Эндрю Джон Уайлс родился 11 апреля 1953 года в Кембридже, Англия, в семье священника и профессора богословия Мориса Фрэнка Уайлса (1923—2005) и Патриши Уайлс (урожденной Моулл). Посещал школу Королевского колледжа и школу Лейс в Кембридже.
В 1974 году Уайлс получил учёную степень бакалавра математики в колледже Мертон Оксфордского университета. Его научным руководителем был специалист по теории чисел Джон Коутс, вместе с которым он работал над арифметикой эллиптических кривых с комплексным умножением методами теории Ивасавы. Научную карьеру он начал летом 1975 года в колледже Клэр Кембриджского университета, где и получил степень доктора. В период с 1977 по 1980 годы Уайлс занимал должности младшего научного сотрудника в колледже Клэр и доцента в Гарвардском университете. В конце 1981 года он уехал в США, где получил должность в Институте перспективных исследований, а год спустя стал профессором математики в Принстонском университете.
В 1985—1986 годы, будучи стипендиатом фонда Гуггенхайма, Уайлс работал в качестве научного сотрудника в Институте высших научных исследований и Высшей нормальной школе во Франции. С 1988 по 1990 год он был профессором-исследователем Лондонского королевского общества в Оксфордском университете, после чего вернулся в Принстон. В мае 2018 года Уайлс возглавил Королевскую профессуру математики в Оксфорде.
C 1988 года Уайлс состоит в браке с доктором философии и микробиологом Надой Канаан, и имеет трёх дочерей.

### Великая теорема Ферма
Эндрю Уайлс узнал о Великой теореме Ферма в возрасте десяти лет, прочитав книгу Эрика Темпла Белла «Последняя проблема». Тогда он сделал попытку доказать её, используя методы из школьного учебника. Позднее он стал изучать работы математиков, которые пытались доказать эту теорему. После поступления в колледж Эндрю забросил попытки доказать Великую теорему Ферма и занялся изучением эллиптических кривых под руководством Джона Коутса.
Работать над теоремой Ферма он начал летом 1986 года сразу после того, как Кен Рибет доказал, что теорема Ферма следует из гипотезы Таниямы — Шимуры в случае полустабильных эллиптических кривых. 23 июня 1993 года на математической конференции по теории чисел в Кембридже объявил о доказательстве гипотезы Таниямы, а следовательно и Великой теоремы Ферма. В августе 1993 года, за несколько дней до того, как рукопись доказательства Уайлса должна была пойти в тираж, в ней было обнаружено несоответствие. Николас Кац, коллега Уайлса, заметил, что один фрагмент рассуждений опирался на метод Эйлера, но то, что соорудил Уайлс, такой системой не являлось, хотя в целом приемы Уайлса были признаны интересными, изящными и новаторскими.
Эндрю Уайлс больше года пытался восстановить своё доказательство и в сентябре 1994 года вместе со своим коллегой Ричардом Тейлором заменил метод Эйлера на теорию Ивасавы. Исправленный вариант прошёл проверку, и летом 1995 года было опубликовано полное доказательство гипотезы Таниямы — Шимуры в журнале «Annals of Mathematics». Работа Уайлса имеет фундаментальный характер, однако метод применим только для эллиптических кривых над рациональными числами. Возможно, существует более общее доказательство модулярности эллиптических кривых.
За доказательство Великой теоремы Ферма он был награждён Абелевской премией в 2016 году и медалью Копли в 2017 году.

## Награды и признание
Эндрю Уайлс — лауреат многих международных премий по математике, в числе которых:
- 1988 — Премия Уайтхеда Лондонского математического общества[13]
- 1989 — Член Лондонского королевского общества[26][27]
- 1995 — Премия Шока[17]
- 1995 — Премия Ферма[28]
- 1995 — Премия Вольфа по математике[17]
- 1996 — Иностранный член Национальной академии наук США[29]
- 1996 — Премия Мариам Мирзахани по математике Национальной академии наук США[30]
- 1996 — Премия Островского[31][32]
- 1996 — Королевская медаль[28]
- 1997 — Премия Вольфскеля[33]
- 1997 — Премия Коула[34]
- 1997 — Стипендия Макартура
- 1997 — Член Американского философского общества[35]
- 1998 — Серебряная тарелка от Международного Математического Союза[36]
- 1998 — Международная премия короля Фейсала[37]
- 1999 — Премия Математического института Клэя
- 2000 — Рыцарь-командор Ордена Британской Империи[38]
- 2004 — Премия Питагора[39]
- 2005 — Премия Шао[40]
- 2016 — Абелевская премия[7]
- 2017 — Медаль Копли[8]
- 2019 — Медаль де Моргана

В 1999 году в его честь назван астероид 9999 Wiles. В 2000 году Уайлс сделал пленарный доклад на Европейском математическом конгрессе. Работа Уайлса над Великой теоремой Ферма нашла отражение в мюзикле «Великое танго Ферма» Лесснера и Розенблума. Научный путь и жизнь Эндрю Уайлса описаны в книге британского популяризатора науки и журналиста Саймона Сингха «Великая теорема Ферма», опубликованной в 1997 году. В 2013 году новое здание Математического института Оксфордского университета было названо в честь Эндрю Уайлса.